# Yi Il
Yi Il va ser un general distingit coreà que va viure entre els anys 1538 i 1601.
Yi Il va néixer el 1538. En 1558, Yi va passar l'examen militar (무과; 武 科) i va servir com Jeollajwasusa (전라좌 수사) i Gyeongwonbusa (경원 부사), ambdós càrrecs militars. En 1583, quan Nitangjie (니 탕개, 尼 湯 介), i els jurchens salvatges es varen rebel·lar contra el govern de Joseon en Hoeryeong, Yi va repel·lir a les forces rebels. En 1586, com Nitangjie va rebel·lar-se de nou, Yi va atacar i socarrar la base de les forces rebels com Hoeryeong Busa (회령 부사) i es va convertir així en Hambuk Byeongmajeoldosa (함북 병마 절도사) gràcies a la seva contribució. Yi va ser atacat pels jurchens en venjança per la seva invasió. En l'atac, Yi va matar prop de 380 soldats jurchens i cremar prop de 200 cases.
En 1589, Yi va dur a terme la tasca de defensa nacional a la frontera amb Shin Rip i Eon-Jung-sin com Jellabyeongsa (전라 병사). Yi també va ser anomenat al Jeseungbangryak (제승 방략), el llibre d'estratègia militar de la Dinastia Joseon. El 1592, quan es va produir la Guerra Imjin, Yi va ser Sunbyeonsa (순 변사). El 24 d'abril de 1532, Yi va lluitar contra el Japó a la batalla de Sangju. Yi va organitzar una unitat d'uns 800 soldats, però sense estructurar. Va començar a entrenar amb ells el 25 d'abril. Van ser derrotats per Japó en un atac per sorpresa. Yi es va retirar cap a Chungju i es va reunir de nou amb Shin Rip. Shin Rip va tractar de matar a Yi, però no ho va fer perquè Kim Yeo-mul el va aturar.
Yi va participar en la batalla de Chungju amb Shin Rip i va ser derrotat tot havent-se de retirar a la província de Pyongan un cop més. Yi va contribuir a recuperar Pyeongyang amb les forces de la dinastia Ming, en guanyar un setge a la pròpia ciutat de Pyongyang el 8 de gener de 1593. Més tard, havia entrenat a les seves forces i com Hanyang va ser recapturat i Hulleondogam (훈련 도감) va ser fundada en el seu lloc, va ser convertir en Ubyeon Pododaejang (우변 포도 대장) i es va concentrar en els soldats com Jwajisa (좌 지사). Yi va establir la rebel·lió de Song Yu-jin com Sunbyeonsa (순 변사). En 1601, Yi va morir en Jeongpyeong mentre era detingut per la sospita d'assassinat.